# Instituut voor Migratie en Etnische Studies
Het Instituut voor Migratie en Etnische Studies (IMES) is een interdisciplinair onderzoeksinstituut aan de Universiteit van Amsterdam dat zich bezighoudt met onderwerpen gerelateerd aan internationale migratie en integratie vanuit een internationaal en vergelijkend perspectief. De huidige directeur van het IMES is prof. dr. Jan Rath.

## Geschiedenis
IMES werd in 1994 opgericht en ontstond uit de behoefte om onderzoek naar internationale migratie en integratie te integreren, te coördineren en verder te ontwikkelen. Onderzoek naar internationale (naoorlogse) migratie bestond al sinds de jaren zestig maar was nog sterk gefragmenteerd en beperkt tot enkele disciplines.
Sinds zijn oprichting heeft IMES zich zowel nationaal als internationaal op de kaart gezet. Het instituut heeft tientallen studies verricht naar onderwerpen als kiezersgedrag, ondernemerschap, burgerschap en onderwijs. Maar ook is het instituut deel van belangrijke internationale netwerken als IMISCOE en Metropolis International.

## Missie
IMES richt zich in zijn huidige onderzoeksprogramma met name op thema's als: migratie regulering, etnische en religieuze diversiteit, multiculturele democratie, radicalisme en extremisme, het stedelijke publieke domein, ondernemerschap en leeftijd en generaties.
Naast een onderzoeksprogramma is IMES ook betrokken bij het ontwikkelen en geven van onderwijs voor BA, MA en PhD kwalificaties.

## Locatie

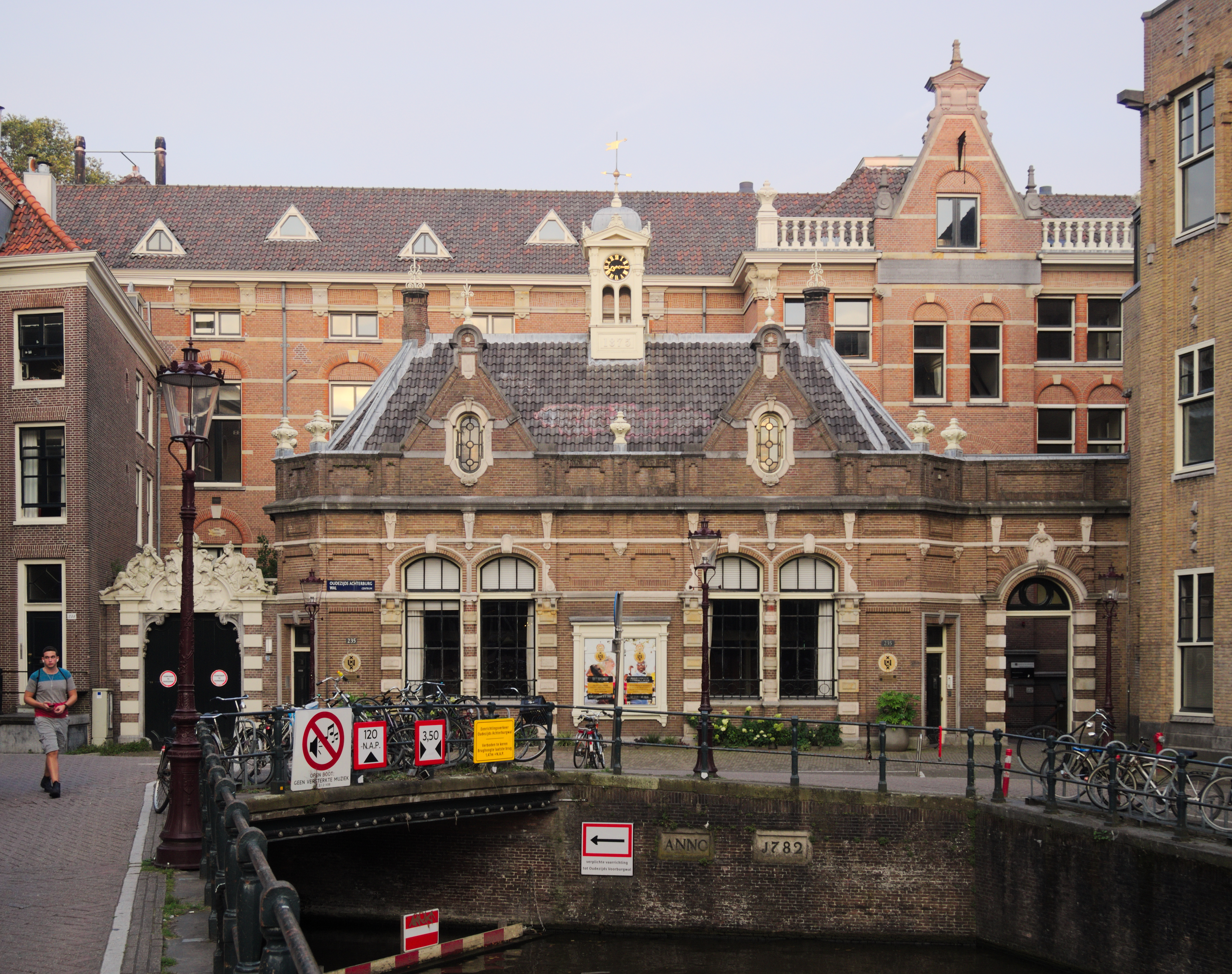
Het Binnengasthuiscomplex gezien vanaf de Grimburgwal

IMES bevindt zich in een van de oudere locaties van de Universiteit van Amsterdam: het Binnengasthuis, het oorspronkelijke academische ziekenhuis van de UvA, aan de Oudezijds Achterburgwal 237.